# Kristianstad (comune)
Kristianstad è un comune svedese di 79 543 abitanti, situato nella contea di Scania. Il suo capoluogo è la città omonima.
L'attuale comune è stato creato in tre passaggi durante l'ultima riforma amministrativa locale ed è il più esteso tra comuni della contea di Scania. Nel 1967 alcune municipalità rurali si unirono della Città di Kristianstad. Nel 1971 si aggiunsero altre unità, infine nel 1974 le ultime aggiunte portarono all'attuale comune. In totale si unirono 35 diverse entità.

## Località
Nel comune di Kristianstad sono presenti 26 aree urbane (chiamate anche tätort).
Nella seguente tabella sono elencate le aree urbane a seconda della loro popolazione al 31 dicembre 2010. La sede municipale è in grassetto.
| #  | Località         | Popolazione |
| -- | ---------------- | ----------- |
| 1  | Kristianstad     | 35 711      |
| 2  | Åhus             | 9 423       |
| 3  | Tollarp          | 3 284       |
| 4  | Hammar           | 2 057       |
| 5  | Fjälkinge        | 1 690       |
| 6  | Önnestad         | 1 378       |
| 7  | Degeberga        | 1 291       |
| 8  | Norra Åsum       | 1 264       |
| 9  | Färlöv           | 1 026       |
| 10 | Viby             | 991         |
| 11 | Gärds Köpinge    | 936         |
| 12 | Everöd           | 885         |
| 13 | Arkelstorp       | 768         |
| 14 | Rinkaby          | 745         |
| 15 | Vinnö            | 536         |
| 16 | Hammarslund      | 461         |
| 17 | Balsby           | 430         |
| 18 | Österslöv        | 414         |
| 19 | Linderöd         | 404         |
| 20 | Yngsjö           | 302         |
| 21 | Ovesholm         | 299         |
| 22 | Östra Sönnarslöv | 294         |
| 23 | Bäckaskog        | 293         |
| 24 | Torsebro         | 270         |
| 25 | Huaröd           | 242         |
| 26 | Vittskövle       | 235         |

## Amministrazione

### Gemellaggi
- Espoo
- Kongsberg
- Koszalin
- Køge
- Rendsburg
- Šiauliai
- Skagafjörður